# 荷西·伊格萊西亞斯
荷西·安東尼奧·伊格萊西亞斯·阿萊曼（西班牙語：José Antonio Iglesias Alemán，1990年1月5日—），為古巴裔的美國職棒大聯盟棒球員，場上司職游擊手，目前效力於聖地牙哥教士。他先前曾效力過紅襪、老虎、紅人、金鶯、天使、洛磯與大都會等隊。2015年，伊格萊西亞斯入選明星賽。

## 職業生涯

### 波士頓紅襪
2011年
5月8日，伊格萊西亞斯以替補野手身份代替傑德·羅銳上場，達成大聯盟的初登板。隔天他在延長賽靠著卡爾·克勞福的再見安打跑前致勝分。5月11日，因為傑德·羅銳不舒服，因此伊格萊西亞斯獲得大聯盟首次先發機會。
2012年
這年開季，伊格萊西亞斯一樣回到3A。後來因為凱文·尤克里斯表現不佳，他在5月1日一度被加進大聯盟名單內，不過他一場比賽都沒上場就又被下放至3A。後來他成為Mike Avilés的替補野手，他也在這年敲出生涯首轟。
2013年
這年伊格萊西亞斯成為紅襪隊的最佳新秀第10名。他在紅襪隊的前6場比賽，20個打數敲出9支安打，另有2支二壘安打，結果他還是被球隊下放至3A。4月10日，紅襪隊讓史蒂芬·祖魯回到大聯盟。5月24日，三壘手Will Middlebrooks進入傷兵名單，伊格萊西亞斯因此升上大聯盟，而且他也沒有因為Middlebrooks傷癒回歸而被下放。他在6月一度締造連續18場安打的紀錄，他也因此拿下該月的美聯最佳球員。該年他出賽63場比賽，打擊率為3成30，只敲出1轟與19分打點。

### 底特律老虎
2013年
7月30日，紅襪、老虎與白襪進行三方交易。紅襪得到傑克·皮維與Brayan Villarreal，白襪得到阿法薩耶爾·賈西亞和法蘭基·蒙塔斯，而伊格萊西亞斯加入老虎隊。
他在加入老虎隊的第二場比賽就敲出全壘打。當時老虎隊的游擊手Jhonny Peralta因為陷入醜聞而被大聯盟禁賽50場，伊格萊西亞斯也遞補上老虎隊游擊手的位置。
該年他在老虎隊出賽46場比賽，打擊率為2成59，並敲出2轟與10分打點。總計他一整年的打擊率為3成03，敲出3轟與29分打點。而他在防守上357次守備機會只出現6次失誤。
儘管他是季中才被交易的球員，不過老虎隊還是將他加入季後賽25人名單。他在季後賽的打擊率為2成31，並有1分打點。
這年他在美聯年度新人王票選上排名第二，僅次於威爾·邁爾斯。
2014年
1月8日，他與球隊簽下1年165萬美元的合約。由於他要等到他與紅襪簽的國際球員合約到期，因此他2014年的薪水也過了一陣子才支付。結果這年因為他兩腿的脛骨出現壓力性骨折，造成他缺席整個賽季。
2015年
7月6日，伊格萊西亞斯入選了明星賽。9月5日，他的右手中指被觸身球砸傷，因此休息了兩個禮拜。後來老虎隊因為爭奪季後賽資格失利，因此球隊決定不要再讓伊格萊西亞斯上場。該年他的打擊率為3成，僅敲出2轟與23分打點。
2016年
1月15日，他與球隊簽下1年210萬美元的合約以避免薪資仲裁。儘管8月因為繩肌拉傷而一度進入傷兵名單，他還是締造了個人生涯新高的單季137場比賽出賽。這年他的三振率9.7%為全大聯盟最低，擊中球的比例91.2%為大聯盟最高。該年他的打擊率為2成55，並敲出4轟與32分打點。
這年他在574次守備機會只出現5次失誤，防守率9成91為全大聯盟最高。11.6的UZR也名列美聯游擊手第三名。他也在這年入選到金手套獎的最終決選名單。
2017年
1月13日，他與球隊簽下1年410萬美元的合約。該年他出賽130場比賽，打擊率為2成55。另外他也敲出個人生涯新高的33支二壘安打、6轟與54分打點。
2018年
1月17日，他與球隊簽下了1年627萬5000美元的合約。這年伊格萊西亞斯出賽125場比賽，打擊率為2成69，並盜了生涯新高的15次壘。9月14日，他因為腹部拉傷而造成球季提前結束。

### 辛辛那提紅人
2019年2月23日，伊格萊西亞斯與紅人隊簽下附帶春訓邀請的小聯盟合約。原本球隊打算讓他擔任二壘手Scooter Gennett的替補球員，不過Gennett在春訓時受傷，最後也讓伊格萊西亞斯登上大聯盟。

### 巴爾的摩金鶯
2020年1月7日，伊格萊西亞斯與金鶯隊簽下1年300萬美元，並包含明年350萬球隊選擇權的合約。

### 洛杉磯天使
2020年11月1日，金鶯隊不執行伊格萊西亞斯的350萬美元球隊選擇權。他也在同年12月2日加盟天使隊，金鶯得到Garrett Stallings和Jean Pinto兩位小聯盟投手。9月3日，天使釋出伊格萊西亞斯。他在天使隊留下2成59的打擊率，外帶8轟與41分打點的成績。

### 波士頓紅襪（二次）
2021年9月6日，紅襪簽下伊格萊西亞斯。

## 個人生活
2018年6月25日，伊格萊西亞斯取得美國公民身分。目前他與妻子育有1子1女。

## 外部連結
- 球員資訊和成績在MLB ，ESPN ，Retrosheet ，Baseball Reference ，Baseball Reference (Minors) ，Fangraphs ，The Baseball Cube （英文）
- 荷西·伊格萊西亞斯的X（前Twitter）
- 荷西·伊格萊西亞斯的Instagram帳戶
- 荷西·伊格萊西亞斯在台灣棒球維基館上的頁面（繁體中文）